# Michele Cianciulli
Michele Cianciulli (Montella, 1895 – Roma, 1965) è stato un avvocato italiano e poi assistente all´università di Roma "La Sapienza", insegnava filosofia.
È autore di diverse pubblicazioni storiche e filosofiche. Le più note sono quelle sul re Manfredi e sul brigantaggio nell'Italia meridionale.
Negli anni '20, collaborò col filosofo Vittore Marchi, seguace di Bernardino Varisco e in aspra polemica con l'Attualismo professato da Giovanni Gentile e vasta parte dei promotori della cultura filosofica in illo tempore, alla celebre rivista "L'idealismo Realistico", ispirata a ideali Mazziniani ma aperta alla collaborazione di tutti coloro che si ponevano allora in aperto contrasto col pensiero sia di Gentile sia di Benedetto Croce (ad es., Julius Evola).
Noto per la sua integrità fu fatto esecutore testamentario di varie grandi eredità e fondatore della Casa di Riposo Elena e Celestino De Marco. Noto antifascista nel periodo 1922 - 1945 e costretto alla clandestinità alla fine della guerra.
È stato anche responsabile del Grande Oriente di Italia negli anni 1950-1955.
La profonda amicizia col compositore Nino Rota è espressa in un epistolario tra i due. All'apertura del testamento di Cianciulli si apprese infatti che il musicista era stato designato quale suo esecutore testamentario.

## Pubblicazioni di Michele Cianciulli
- Mazzini e il Romanticismo. Roma, 1928.
- Il brigantaggio nell'Italia meridionale dal 1860 al 1870, Guida Editore oppure Mantero Trivoli, 1937
- Re Manfredi e la tradizione della sua tomba in Montevergine, Guida Editore
- Gentile - Tillinger: etica, Guida Editore
- L'opera filosofica di F. Masci, in Idealismo realistico (1927), nn. 5-6.
- Colloqui con mio fratello, Angelo Signorelli, Roma, 1939

## Pubblicazioni su Michele Cianciulli
- Ciano A., I Savoia e il massacro del Sud, Grandmelò, Roma, 1996.

| Controllo di autorità | VIAF (EN) 89011720 · ISNI (EN) 0000 0000 6245 3858 · GND (DE) 1254279393 |